# Innsbrook
Innsbrook é uma vila localizada no estado americano de Missouri, no Condado de Warren.

## Demografia
Segundo o censo americano de 2000, a sua população era de 469 habitantes.
Em 2006, foi estimada uma população de 548, um aumento de 79 (16.8%).

## Geografia
De acordo com o United States Census Bureau tem uma área de
24,9 km², dos quais 23,2 km² cobertos por terra e 1,7 km² cobertos por água.

## Localidades na vizinhança
O diagrama seguinte representa as localidades num raio de 16 km ao redor de Innsbrook.